# Малинники (Рыбинский район)
Малинники – деревня в Макаровском сельском округе Судоверфского сельского поселения Рыбинского района Ярославской области .
Относительно крупная деревня расположена в пригороде Рыбинска на правом берегу Фоминского ручья, между  автомобильной дорогой связывающей основную часть Рыбинска с его микрорайоном Переборы и железнодорожной веткой местного значения ведущей от Рыбинска через  шлюз Рыбинского гидроузла на левый берег Волги. Ниже по течению с той же стороны ручья непосредственно вдоль дороги крупная деревня Макарово. К западу с другой стороны ручья небольшие деревни  Шишкино и Пригорки, а с востока в сторону Рыбинска – Починок .
На 1 января 2007 года в деревне числилось 18 постоянных жителей .